# Hucal (departement)
Hucal is een departement in de Argentijnse provincie La Pampa. Het departement (Spaans:  departamento) heeft een oppervlakte van 6.047 km² en telt 7.838 inwoners.

## Plaatsen in departement Hucal
- Abramo
- Bernasconi
- General San Martín
- Hucal
- Jacinto Aráuz